# Пульченга
Пульченга — река в России, протекает в Сямженском районе Вологодской области. Устье реки находится в 73 км по левому берегу реки Сямжена. Длина реки составляет 14 км.
Исток Пульченги расположен на Харовской гряде в 24 км к юго-востоку от Сямжи. Всё течение реки проходит по ненаселённому, местами заболоченному лесному массиву, генеральное направление течения — восток, русло — извилистое. Крупнейший приток — Унжа (правый). Пульченга впадает в Сямжену в черте посёлка Согорки.

## Данные водного реестра
По данным государственного водного реестра России относится к Двинско-Печорскому бассейновому округу, водохозяйственный участок реки — озеро Кубенское и реки Сухона от истока до Кубенского гидроузла, речной подбассейн реки — Сухона. Речной бассейн реки — Северная Двина.
По данным геоинформационной системы водохозяйственного районирования территории РФ, подготовленной Федеральным агентством водных ресурсов:
- Код водного объекта в государственном водном реестре — 03020100112103000005719
- Код по гидрологической изученности (ГИ) — 103000571
- Код бассейна — 03.02.01.001
- Номер тома по ГИ — 03
- Выпуск по ГИ — 0